# Locomondo
Locomondo är en ett sju man starkt reggaeband från Atenområdet i Grekland. Bandets namn (Locomondo = galna värld) har tagits från det spanska ordet "loco" (galen) och det italienska ordet "mondo" (världen). Locomondo, som bildades 2004, är det första bandet i Grekland som mixat karibisk musik – företrädesvis reggae, ska, rocksteady och cumbia med tydliga grekiska musikaliska element. Ofta ingår traditionella grekiska instrument i deras sound, till exempel fiol, gaida (den grekiska versionen av säckpipa) och baglama. Därigenom har Locomondo utvecklat en grekiskt färgad reggae som avviker något från den jamaicanska/brittiska traditionella reggaen, och samtidigt tillfört nya ingredienser och influenser till traditionell grekisk musik.
Bandmedlemmar är Markos Koumaris, Yiannis Varnavas, Stamatis Goulas, Spyros Mpesdekis, Stratos Sountris, Mike Mourtzis och Thanasis "Spogos" Tampakis.

## Historia
Sedan starten 2004 har Locomondo släppt fem album och turnerat i Grekland, Tyskland och Nederländerna med stor framgång. De har delat scen med band som Manu Chao (som de hämtat mycket av sina influenser ifrån), The Skatalites, Chumbawamba, Alpha Blondy, Ojos de Brujo, The Wailers, Aswad och Ska Cubano, m.fl. De har samarbetat med Amparo Sanchez från Amparanoia och Natty Bo från Ska Cubano, den tyska gruppen Beat n 'Blow, och Vin Gordon från The Skatalites.
Deras första album med titeln Enas Trelos Kosmos släpptes i mars 2004 av Music Box International. Deras låtar, "Trendy Litsa" och "100 Afro" har spelats på nästan alla grekiska radiostationer. Deras låt "Stin Athina" låg på Radio France Internationales topplista i två månader.
Locomondo reste efter en inbjudan från The Skatalites trombonist Vin Gordon till Jamaica för att spela in sitt andra album. En tidigare medlem av The Skatalites och Studio One-veteran - Deadly Headley Bennett - fanns bland de jamaicanska musiker som deltog i Locomondo inspelningen. Resultatet av detta samarbete kan hittas på deras CD med titeln 12 Meres Stin Jamaica (12 dagar i Jamaica), som släpptes i juli 2005. Låtarna, som sjungs både på grekiska och engelska, är klart influerade av energin, känslan och soundet i Kingston, Jamaica. Locomondo hade stora framgångar under sommaren 2005 med sin cover av traditionella rembetiko-låten "Frangosyriani."
De grekiska influenserna fortsätter att spela en viktig roll i Locomondo musikaliska utveckling. Locomondo släppte sitt tredje album, Me Wanna Dance, den 14 maj 2007, och fick en stor hit sommaren samma år med sin parodi av studentlivet "Πίνω μπάφους και παίζω προ" ("Pino bafous kai Pezo pro" = " Jag röker joints och spelar Pro"). Locomondo följde med som CD i den tyska reggaetidningen Riddim i augustiupplagan 2008, och bandet har en plats i nättidningen "Radio Chango" sedan 2007.
Locomondos popularitet fortsatte att öka genom att deras låt "Γαμήλιο πάρτυ" ("Gamilio part" = "Bröllopsfest"), vilket också var soundtrack till filmen med samma titel ("Wedding Party" på engelska). Låten fick ett pris av Mad Video Music Awards 2008. Dessutom samarbetade Locomondo med den tyska gruppen Beat n’ Blow på singeln" Hey Girl (den grekiska versionen), som fick omfattande radiotid på Funkhaus Europa och Radio Multikulti.
I november 2009 släppte Locomondo en dubbel live-cd - Locomondo Live! - som spelats in under turnéerna sommaren 2009 i Grekland och utomlands. Under denna period släppte de även en video för deras låt "Magiko Hali" ("Flygande mattan"). Videon filmades på den tyska Chiemsee Reggae Summer Festival, Fusion Festival, och Stemweder Open Air Festival. Dessutom kom deras cover av den traditionella rembetiko-låten "Frangosyriani" i Fatih Akins film Soul Kitchen. Under 2010 spelade Locomondo in sången, "Goal!" i väntan på år 2010:s fotbolls-VM i Sydafrika. I videon av "Goal!" medverkade Dimitris Salpigidis från det grekiska fotbollslandslaget.

## Medlemmar
Nuvarande medlemmar
- Markos Koumaris – sång, gitarr
- Yiannis Varnavas – gitarr, sång
- Stamatis Goulas – keyboard, sampler
- Spyros Mpesdekis – basgitarr
- Stratos Sountris – trummor
- Mike Mourtzis – percussion
- Thanasis "Spogos" Tampakis – ljudtekniker

Tidigare medlemmar
- Stefanos Psaradakis – trummor

Bidragande musiker
- Antonis Andreou – trombon
- Vasilis Verikakis – trombon
- Vasilis Panagiotopoulos - trombon
- Nikos Vlahos – trumpet
- Dimitris Gasias – violin
- Giorgos Makris – gaida, kaval
- Natasa Mindrinou – sång
- Lazaros Kareklidis – maskot

## Diskografi
Studioalbum
- 2004 – Ένας Τρελός Κόσμος  (En galen värld)
- 2005 – 12 Μέρες στην Τζαμάικα  (12 dagar i Jamaica)
- 2007 – Me Wanna Dance
- 2008 – Το γαμήλιο πάρτυ  (Bröllopsfesten)
- 2013 – New Day Rising

Livealbum
- 2009 – Locomondo Live! (2xCD)

Samlingsalbum
- 2011 – Best of Locomondo
- 2013 – Οδύσσεια